# VIII Premis de la Unión de Actores
La VIII edició dels Premis de la Unión de Actores, corresponents a l'any 1998, concedits pel sindicat d'actors Unión de Actores y Actrices, va tenir lloc el 19 de gener de 1999 al Teatro Albéniz de Madrid. El director de l'acte fou José Carlos Piñeiro.

## Guardons

### Premi a Tota una vida
- Rafael Alonso

### Premi Especial
- La Barraca

### Cinema

#### Millor interpretació protagonista
| Actor/Actriu          | Pel·lícula                    | Resultat   |
| --------------------- | ----------------------------- | ---------- |
| Penélope Cruz         | La niña de tus ojos           | Guanyadora |
| Fernando Fernán Gómez | El abuelo                     | Candidat   |
| Najwa Nimri           | Los amantes del círculo polar | Candidata  |

#### Millor interpretació secundària
| Actor/Actriu     | Pel·lícula                         | Resultat  |
| ---------------- | ---------------------------------- | --------- |
| Francisco Algora | Barrio                             | Guanyador |
| Javier Cámara    | Torrente, el brazo tonto de la ley | Candidat  |
| Rosa Maria Sardà | La niña de tus ojos                | Candidata |

#### Millor interpretació de repartiment
| Actor/Actriu      | Pel·lícula        | Resultat  |
| ----------------- | ----------------- | --------- |
| Mónica Cano       | Los años bárbaros | Candidata |
| Francisco Maestre | Barrio            | Guanyador |
| Pilar Ordóñez     | Cha-cha-chá       | Candidata |

#### Millor interpretació revelació
| Actor/Actriu     | Pel·lícula | Resultat   |
| ---------------- | ---------- | ---------- |
| Críspulo Cabezas | Barrio     | Candidat   |
| Lola Dueñas      | Mensaka    | Guanyadora |
| Tristán Ulloa    | Mensaka    | Candidat   |

### Televisió

#### Millor interpretació protagonista
| Actor/Actriu     | Sèrie de televisió | Resultat   |
| ---------------- | ------------------ | ---------- |
| Beatriz Carvajal | Compañeros         | Guanyadora |
| Carmen Maura     | A las once en casa | Candidata  |
| Antonio Resines  | A las once en casa | Candidat   |

#### Millor interpretació secundària
| Actor/Actriu         | Sèrie de televisió | Resultat   |
| -------------------- | ------------------ | ---------- |
| Azucena de la Fuente | Al salir de clase  | Candidata  |
| Javier Manrique      | A las once en casa | Candidat   |
| Pepón Nieto          | Periodistas        | 'Guanyador |

#### Millor interpretación de repartiment
| Actor/Actriu       | Sèrie de televisió  | Resultat  |
| ------------------ | ------------------- | --------- |
| Paco Marín         | Periodistas         | Guanyador |
| Lourdes Bartolomé  | Fernández y familia | Candidata |
| Inmaculada Machado | Médico de familia   | Candidata |

### Teatre

#### Millor interpretació protagonista
| Actor/Actriu        | Obra de teatre | Resultat  |
| ------------------- | -------------- | --------- |
| Josep Maria Flotats | Arte           | Candidat  |
| Carlos Hipólito     | Arte           | Guanyador |
| Josep Maria Pou     | Arte           | Candidat  |

#### Millor interpretació secundària
| Actor/Actriu    | Obra de teatre                     | Resultat  |
| --------------- | ---------------------------------- | --------- |
| María Álvarez   | El hombre elefante                 | Candidata |
| Ana Duato       | El hombre elefante                 | Candidata |
| Pedro Casablanc | El señor Puntila y su criado Matti | Guanyador |

#### Millor interpretació de repartiment
| Actor/Actriu    | Obra de teatre             | 'Resultat  |
| --------------- | -------------------------- | ---------- |
| Mercedes Castro | Mucho ruido y pocas nueces | Candidata  |
| Miguel Foronda  | El hombre elefante         | Candidat   |
| Nuria Mencía    | San Juan                   | Guanyadora |